# Rimma Pietrowna Ałdonina
Rimma Pietrowna Ałdonina (ros. Римма Петровна Алдонина, ur. 7 marca 1928 w Moskwie) – rosyjska architektka i autorka książek dla dzieci i młodzieży. 

## Biografia
Rimma urodziła się w 1928 r. w Moskwie. Ojciec, Piotr Faddiejewicz Ałdonin (1894–1944) był uczestnikiem wielkiej wojny ojczyźnianej, przed wojną był księgowym. Matka - Marija Iwanowna Ałdonina (1902-1994) pracowała jako pielęgniarka. Gdy wybuchła wojna, Rimma, jej matka i młodsza siostra zostały ewakuowane do Kirgistanu. Do Moskwy wróciły w 1943 r. Rimma rozpoczęła naukę w Moskiewskim Instytucie Architektury, który ukończyła w 1951 r. i otrzymała dyplom z architektury ogólnej. 

## Architektka
Pracowała w biurach Mosprojektie 1 i Mospromprojektie głównego wydziału planowania architektonicznego w Moskwie (obecnie Moskomarchitiektury), gdzie przeszła drogę od architekta do kierownika studia architektonicznego. W 1956 r. została członkiem Związku Architektów ZSRR. W latach 1976-1986 była wybierana na członka zarządu, a następnie na członka prezydium Moskiewskiego Oddziału Związku Architektów. W latach 1987-1991 pracowała w Wydziale Technicznym Moskiewskiego Komitetu Architektury, początkowo jako główny specjalista, następnie jako główny architekt. 

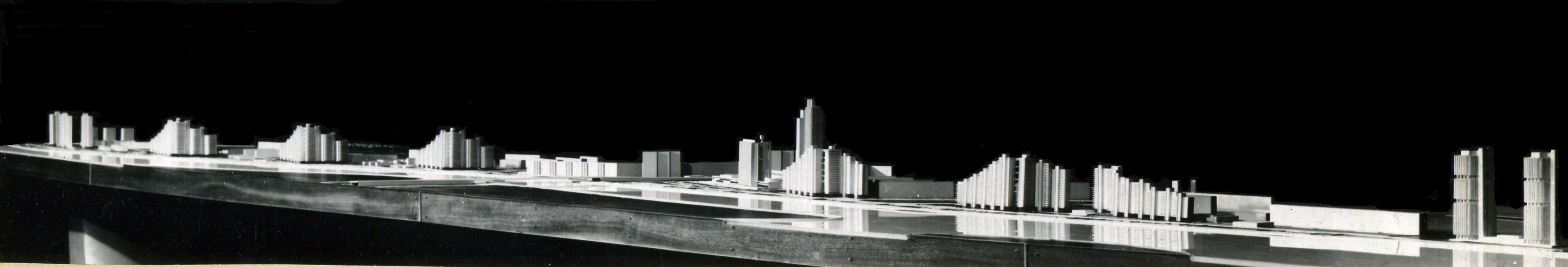
Makieta Nabrzeża Nagatyńskiego

W latach 60. Rimma wraz z innymi architektami opracowała planowanie i rozwój rejonu Caricyno. W 1972 r. rada urbanistyczna zatwierdziła projekt architektoniczny zespołu budynków na Nabrzeżu Nagatyńskim, którego Ałdonina została głównym architektem. Publikowała artykuły w prasie fachowej, m.in. w czasopismach „Budownictwo i Architektura Moskwy”, „Architektura ZSRR”, „Wiadomości Związku Architektów Rosji”. W 1976 r., za zasługi, została odznaczona tytułem Zasłużony Architekt RFSRR. Otrzymała także Order „Znak Honoru” i Medal „Za pracowniczą wybitność”. 

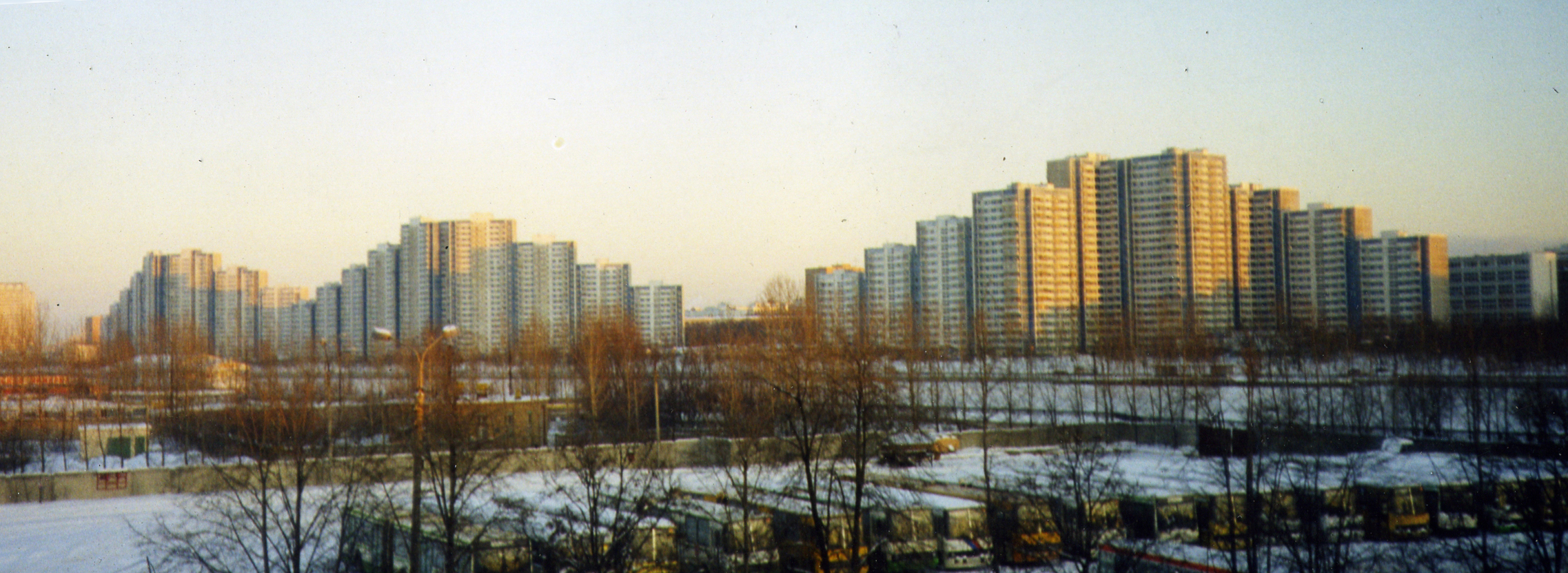
Nabrzeżea Nagatyńskie, Moskwa

## Kariera literacka
W 1986 r. Ałdonina zadebiutowała jako pisarka, w czasopiśmie „Kołobok” ukazał się jej pierwszy wiersz dla dzieci. W następnych latach publikowała w różnych czasopismach, min.: Następnie, w ciągu kilku lat, publikowano w czasopismach „Kostier”, „Misza” i „Tramwaj” i wydawała książki dla dzieci i młodzieży zarówno prozą jak i tomiki poetyckie. W 1997 r. Rimma została przyjęta w poczet członków Związku Pisarzy Moskiewskich.